# Протектор (римская должность)
Протектор (лат. protectores, от лат. protector — покровитель, защитник, часто упоминаются как лат. protectores domesticorum — протектор-доместик) — позднеримская воинская должность, офицер императорской охраны (охранной стражи, лейб-гвардии — domestici et protectores) и телохранитель императора. 

## История
Корпус протекторов был сформирован, очевидно, при императоре Галлиене. Протекторы вместе с доместиками (охранная стража) и схолами (дворцовое войско) заменили преторианцев. 
Первоначально протекторами назначались опытные высшие офицеры (префекты легионов, преторианские трибуны), солдаты, имеющие многочисленные боевые заслуги, а также сыновья высокопоставленных чиновников и германских союзников римской империи.
В IV веке, однако, в корпус стали попадать люди и более низкого происхождения, в связи с чем императоры Констанций II и Валентиниан I провели «чистки» корпуса. Валентиниан также разделил протекторов на тех, кому досталась эта должность в результате военных заслуг и тех, кто получил её благодаря императорской милости. Корпус стал своеобразной «кузницей кадров», после службы в нём многие офицеры получали командование над отдельными частями.